# Gaston de Renty
 (mai 2019).

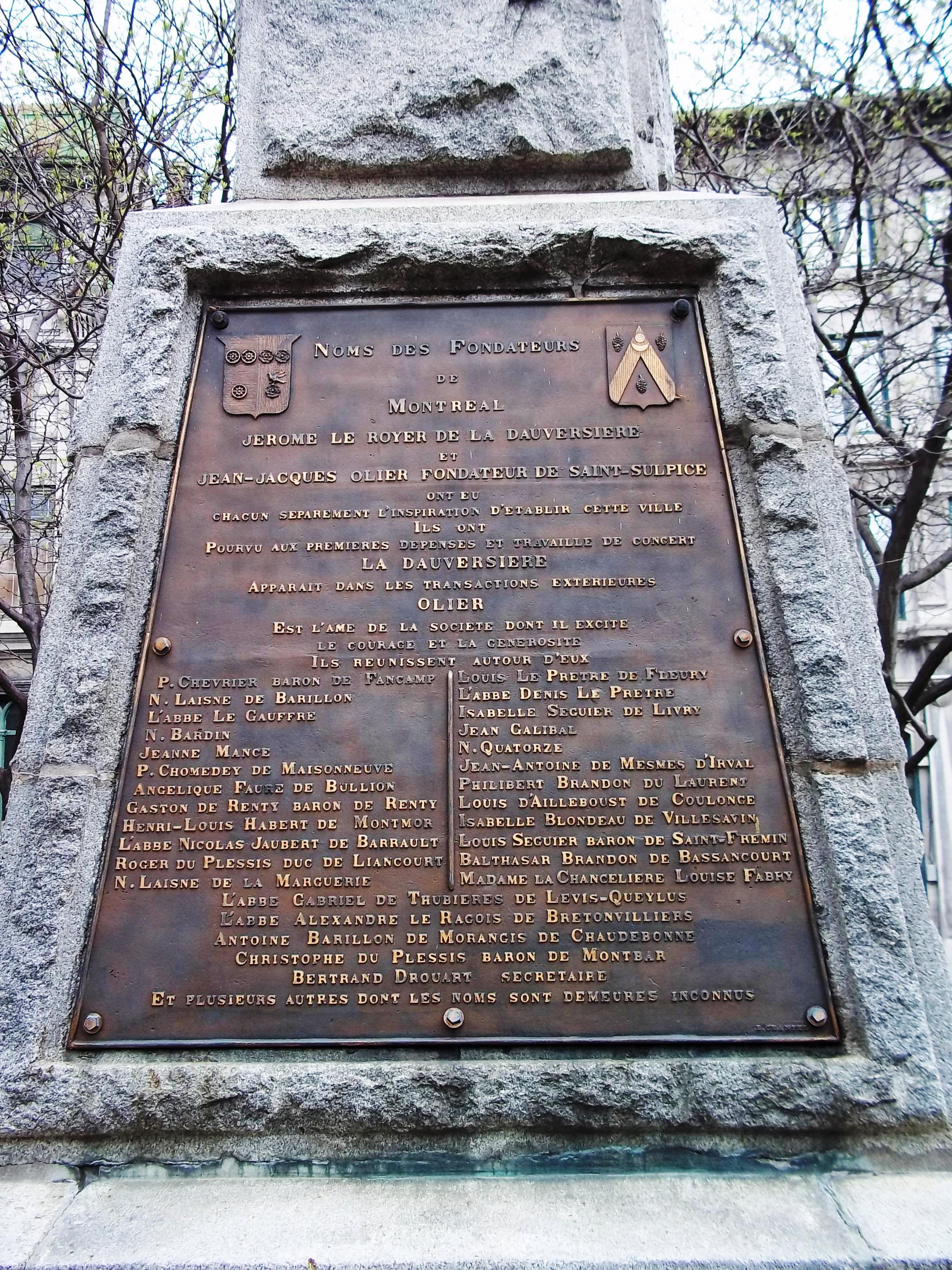
Monument aux pionniers de Montréal.

Le baron Gaston-Jean-Baptiste de Renty (1611 au château de Bény - 24 avril 1649) est un « gentilhomme » à l'emploi du temps très chargé, et l'une des plus grandes figures de l'école française de spiritualité du XVIIe siècle.

## Biographie

### Jeunesse
Fils unique de Charles, baron de Renty, et de Madeleine de Pastoureau, il reçut à son baptême le nom de Gaston en l'honneur de son parrain Gaston d'Orléans. Le jeune Gaston de Renty étudia au Collège de Navarre à Paris, puis chez les jésuites au collège du Mont de Caen.  Il écrivit un traité de mathématiques, matière dans laquelle il excellait. Il entre ensuite à l'académie militaire et rédige un traité sur l'art des fortifications. Sa carrière semble dès lors toute tracée. Mais en 1630, attiré par Dieu, il quitte sa famille, deux ans après la lecture (il a dix-sept ans) de l'Imitation de Jésus Christ, et annonce son désir de se retirer du monde et de se faire chartreux, contre la volonté de sa famille qui voit en lui un avenir séculier brillant. Il est alors conduit à se marier en 1633 avec Élisabeth de Balsac et à vivre une vie de parfait chrétien dans le mariage, mariage qui lui donna cinq enfants dont quatre survécurent.
Pendant la guerre de Lorraine de 1633, il commande une compagnie de cavalerie.

### Après 1638
Après la mort de son père, en 1638, il décide de se retirer de la Cour et de l'armée et de rejoindre ses terres pour se consacrer à Dieu et aux multiples projets sociaux et spirituels qui lui tiennent à cœur, décision qui lui vaudra l'opposition de sa mère qui lui disputera jusqu'à sa mort en 1646, l'héritage paternel. Il mène à Paris dans son hôtel particulier du 11, rue Beautreillis dans le Marais et sur ses terres en Normandie à Beny-Boccage et dans la Marne, à Citry-sur-Marne une vie conforme à son amour de Dieu et des pauvres. 
Homme d'action et bon organisateur, Il est, à de nombreuses reprises, élu responsable de la célèbre Compagnie du Saint-Sacrement de Paris et celle de Normandie à Caen, où il œuvre avec Jean Eudes et surtout Jean de Bernières. Chaque Compagnie du Saint-Sacrement comme le réseau qui se structure progressivement dans toutes les provinces, a comme double objectif le progrès spirituel de ses membres (les dévots) et le soin des démunis. La première Compagnie, celle de Paris, a été fondée en 1630 par le duc de Ventadour, vice-roi du Canada. Renty participe à la fondation de nombreuses compagnies en province. Il structure ce réseau puissant qui inquiétera le jeune Louis XIV et ses conseillers (la cabale des dévôts). A Paris, il collabore avec les diverses personnalités s'occupant des pauvres dont saint Vincent de Paul. Il mène de front les entreprises les plus diverses: l'ouverture de collèges, d'institutions pour la prise en charge des galériens, d'hospices, la construction d'églises fortifiées, le secours des captifs au Levant, lutte contre les duels, organisation de campagnes pour le respect des personnels domestiques, des laquais, l'organisation de fraternité ouvrière pour les ouvriers tailleurs et cordonniers, la rédaction de rapports dénonçant la mauvaise gestion des hôpitaux. Il est soutenu dans ses entreprises par son confesseur, le Père Charles de Condren, de l'Oratoire puis par Jean-Baptiste Saint-Jure, jésuite.
La vie de Renty comme celle de Jean de Bernières et de Jean Eudes est marquée par la révolte des Nu-pieds en Normandie (1639-1640). La suppression par le roi du privilège dit du « quart-bouillon » sur la gabelle, déclenche dans le sud du Cotentin une révolte paysanne qui mobilise paysans, petits nobles, petits magistrats et membres du bas-clergé. L'armée de la souffrance parcourt la Normandie, des émeutes surgissent dans les villes normandes jusqu'à Rouen. La répression de Louis XIII sera d'une extrême dureté. Pour effrayer la population, les corps des pendus restent accrochés aux arbres, les nobles un par un, doivent prêter serment au roi, genoux à terre, devant le chancelier Séguier qui mène la répression. Face à la pauvreté qu'ils connaissent bien, Renty, Bernières et Jean Eudes n'envisagent pas une révolte contre le roi, une nouvelle Ligue, une Fronde. Ils supportent l'autorité du Chancelier ou négocient avec lui la libération de prisonniers, l'octroi de fonds pour les hôpitaux qui accueillent les pauvres. Ils invitent les nobles et les bourgeois à la bienveillance envers leurs gens, au respect des ouvriers, des laquais, des pauvres. Ils les incitent comme dans la tradition médiévale, à prendre soin directement et personnellement des pauvres. Ils vont donc multiplier les gestes concrets comme travailler dans les champs avec les paysans ou casser avec les cantoniers des cailloux sur les routes du bocage, aller chercher les pauvres dans leurs maisons et les soigner eux-mêmes à l'hôpital. Ils créent des institutions locales d'assistance (les maisons hospitalières), des fraternités ouvrières. Surtout ils lèvent des fonds pour promouvoir localement des réponses locales. Ils se méfient de la Cour. C'est aux notables locaux d'inventer les réponses locales. On est encore loin de la création des Hôpitaux Généraux dans lesquels, à partir des années 1655, comme l'a bien montré Michel Foucault et d'autres historiens, l'on enfermera les pauvres, le pauvre alors ne sera plus l'obligé du riche mais celui dont l'Etat doit s'occuper, derrière des murs, avec l'assistance des congrégations religieuses.
Dans son château de Bény-Bocage, en Normandie  ou dans celui de Citry-sur-Marne, il reçoit d'innombrables visiteurs, il entretient une correspondance immense avec des hommes d'État, des missionnaires et des religieuses dont les carmélites de Dijon et de Beaune dont il assume une réelle direction spirituelle. Il se déplace régulièrement à Dijon et à Beaune pour visiter ces religieuses.  Entreprenant, envahissant peut-être, lié à quasi tous les saints de l'époque, on trouve partout selon l'expression de Michel de Certeau, ce « mousquetaire de l'Église ».
La fondation de la ville de Montréal lui doit beaucoup. Le projet de cette ville imaginé par un notable de la Flèche, Jérôme Le Royer de La Dauversière, membre de la Compagnie du Saint-Sacrement, sera mis en œuvre par Paul de Chomedey de Maisonneuve et Jeanne Mance. La fondation de cette ville d'abord autour d'un poste militaire et d'un hôpital, demande des fonds. À la Cour, de nombreuses personnalités dont Angélique de Bullion, montrent leur intérêt pour ce projet et participent à son financement. Gaston de Renty est l'organisateur de la levée de ces fonds et de leur gestion sur de nombreuses années. Il est le soutien directe de Jeanne Mance. Il a été aussi son « frère » spirituel. Lorsque celle-ci meurt, l'inventaire des objets lui appartenant indique une vie de Gaston de Renty écrite par Saint-Jure, et une statue de l'Enfant Jésus si caractéristique de la dévotion de Renty. Gaston de Renty et Jeanne Mance développent une spiritualité radicale d'abandon à Dieu, une spiritualité du soin, de la compassion pour l'autre. 
Gaston de Renty meurt en 1649 au moment de la Fronde, il secourt le peuple de Paris affamé. Il souhaitait peu de temps avant sa mort donner toute sa fortune aux pauvres, sa femme réussit à l'en dissuader.

## La spiritualité de Gaston de Renty
Gaston de Renty est comme Jean Eudes un personnage lié à ce que Henri Bremond a appelé l’École française de spiritualité. Son langage est celui de l'école française: la dévotion au cœur de Jésus et à l'Enfance de Jésus. Il est lié aussi intimement à son aîné, Jean de Bernières, mais celui-ci participe d'une mentalité spirituelle antérieure, liée au franciscanisme médiéval, marqué par la mystique rhénane. Jean de Bernières, Jean-Joseph Surin, Benoît de Canfeld sont condamnés en 1689 pour quiétisme, Jean Eudes sera lui canonisé. Renty ne fut jamais ni condamné, ni ne fit l'objet d'une procédure de béatification. L'histoire ecclésiale semble l'avoir oublié ou mis de côté. Sa dévotion à l'Enfant Jésus, si caractéristique de la spiritualité de la fin du XVIIe siècle et des siècles suivant, n'est cependant pas une dévotion au « Petit-Jésus » demandant aux  enfants d'être sages comme des images. Sa dévotion de l'Enfance est celle d'un abandon radical, d'une sortie de soi radicale reprenant à travers le thème de l'Enfance de Jésus ce que les quiétistes condamnés désignaient sous les vocables d'abandon à Dieu, de dépossession de soi pour celui qui est arrivé au bout du chemin spirituel. La mystique de Renty n'est pas celle d'un gestionnaire d'une politique royale voulant gérer la « nation des pauvres insoumis » (vocabulaire  utilisé par les créateurs de l'Hôpital Général de Paris), mais celle d'un homme qui va à Dieu et rencontre le pauvre et prend soin de lui, personnellement. On retrouve chez Gaston de Renty la mystique médiévale et celle du début de la réforme catholique liée au Concile de Trente que la fin du XVIIe siècle ne reconnaît plus. Selon l'historien Yves Krumenacker, les ordres religieux issus de l'école française de spiritualité géreront au XVIIIe siècle pour l'État des institutions de charité mais n'accorderont plus au démunis la place que lui accordait les premières décennies du XVIIe siècle. Michel Foucault écrit : « La volonté d'éduquer le pauvre pour en faire un sujet moral n'est possible que dans la mesure où il a cessé d'être sur terre l'invisible présence de Dieu et que la misère a perdu son sens mystique »". 
La spiritualité mystique de Renty comme celle de Jean de Bernières a inquiété l'Église . Renty, laïc, maître spirituel, directeur spirituel de carmels, prenant soin personnellement des pauvres, inventant localement des solutions aux problèmes de la pauvreté n'aura pas sa place dans la mentalité religieuse des XVIIIe et  XIXe siècles soucieux de morale et du rôle prépondérant de l'Etat.  

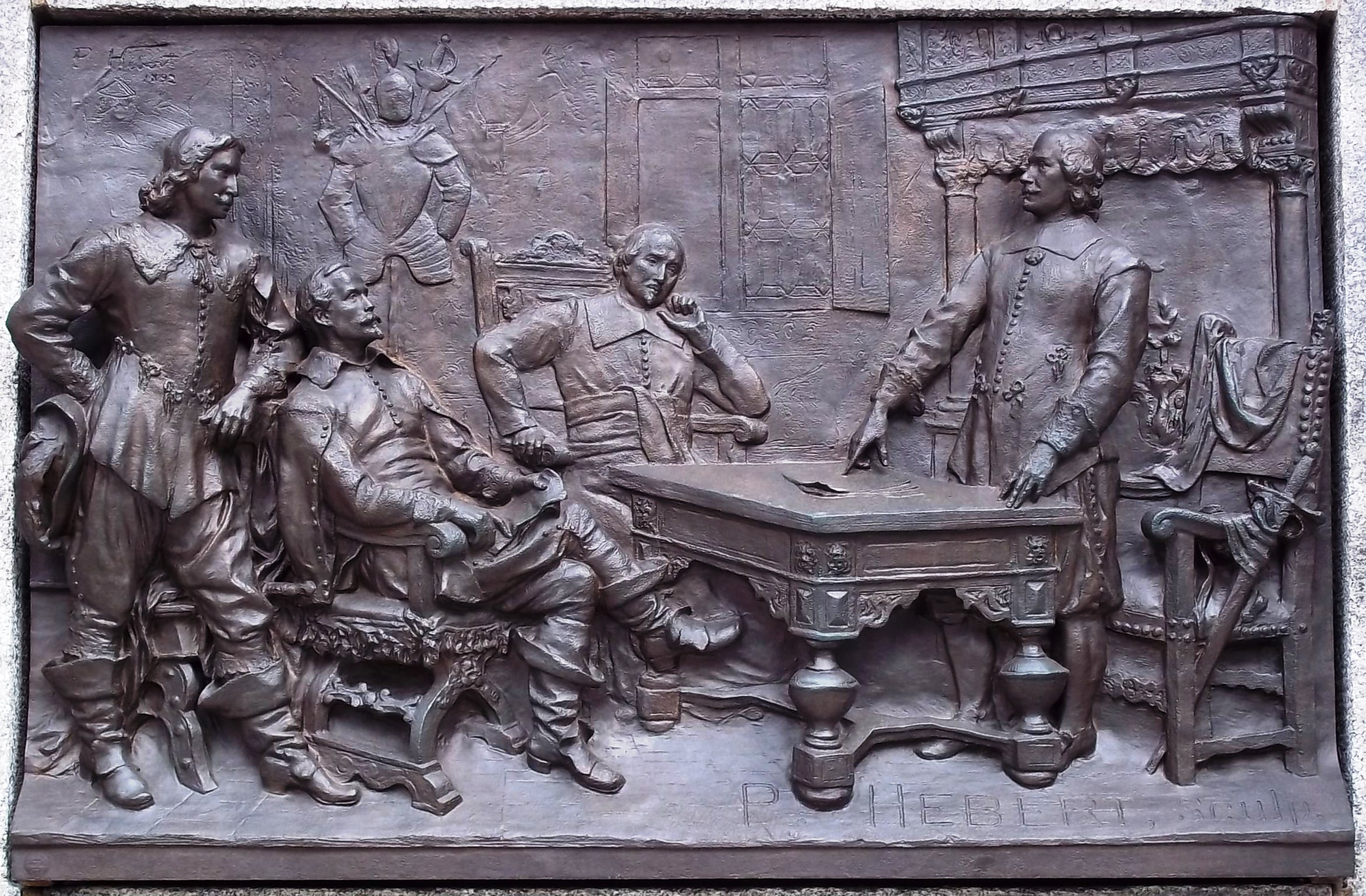
En bas à gauche, debout, Gaston de Renty et les fondateurs de Montréal, Place d'Armes, Montréal

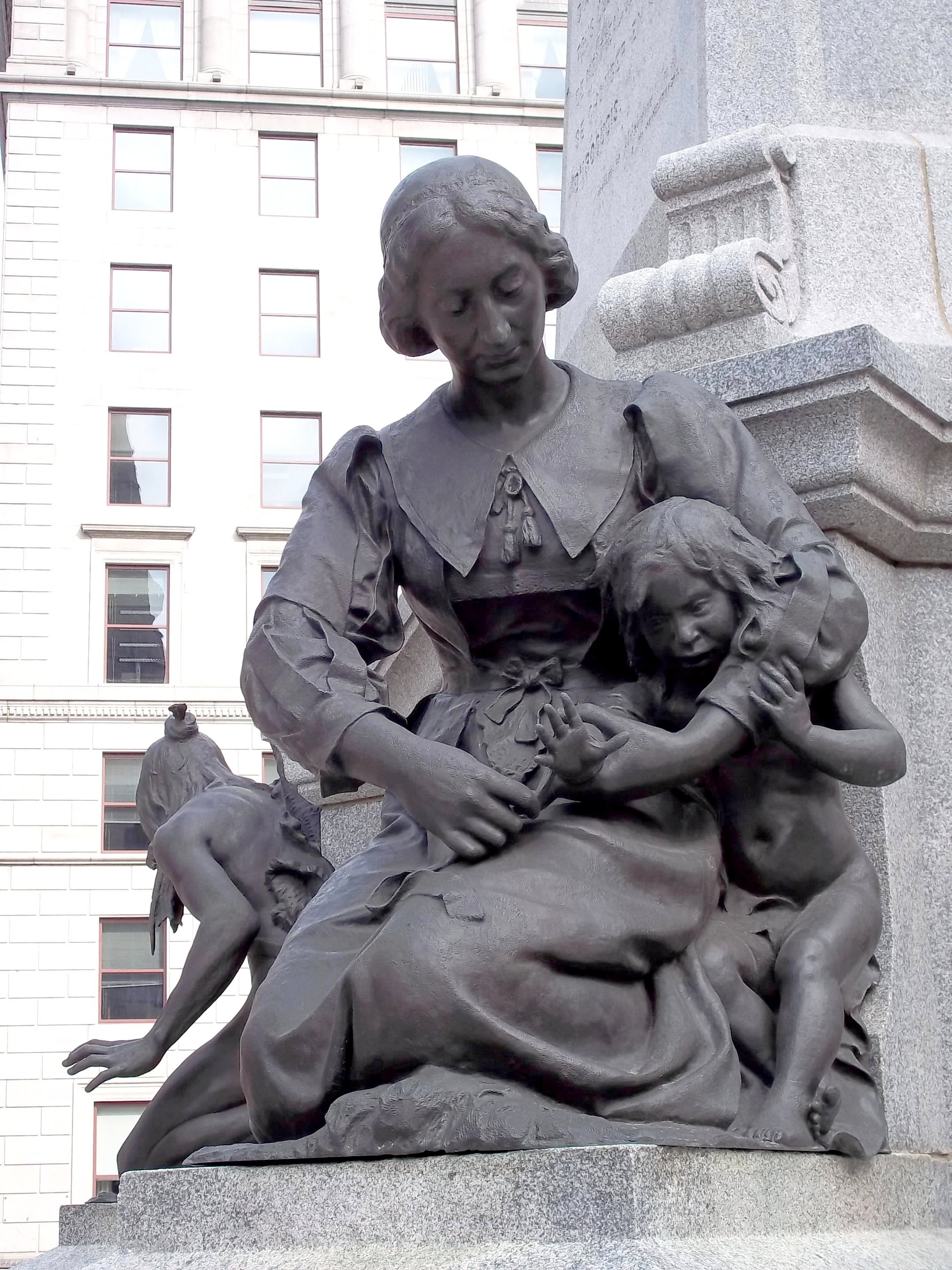
Statue de Jeanne Mance, Place d'Armes à Montréal

La ville de Montréal garde sa mémoire. Devant la basilique, place d'Armes, sous la statue de Maisonneuve, un bas-relief en bronze rend honneur à celui qui discrètement géra le projet de la fondation de la ville,  il voisine sur ce monument avec celle qu'il a aidée: Jeanne Mance.

## Témoignages
Jean-Baptiste Saint-Jure, son directeur spirituel jésuite, admiratif de la sainteté de cet homme, lui a consacré un ouvrage, La Vie de M. de Renty.

## Œuvre
- L'introducteur à la cosmographie : divisé en II. traités, l'un de la sphère, et l'autre de la géographie... ; Gaston Jean Baptiste Renty;  Louis Coulon ; Troyes : chez N. Oudot; se vendent à Paris, chez G. Clouzier, 1657. (OCLC 79567356)
- Correspondance ; Gaston-Jean-Baptiste Renty, baron de;  Raymond Triboulet; Paris : Desclée De Brouwer, 1978. (OCLC 5312725)